# Kirk Freudenburg
Kirk Freudenburg (* 15. Februar 1961) ist ein US-amerikanischer Altphilologe.

## Leben
Er erhielt einen BA von der Valparaiso University und einen MA in Classics von der Washington University. Er promovierte an der University of Wisconsin und schrieb dort eine Dissertation unter der Leitung von Denis Feeney. Bevor er an die Yale University kam, unterrichtete er an der Kent State University, der Ohio State University und der University of Illinois.
Seine Forschungsschwerpunkte sind römische Satire, der theoretische und soziale Kontext der griechischen und römischen Literatur, interdisziplinäre Ansätze zur Erforschung von Literatur und Kultur.

## Schriften (Auswahl)
- The walking muse. Horace on the theory of satire. Princeton 1993, ISBN 0-691-03166-5.
- Satires of Rome. Threatening poses from Lucilius to Juvenal. Cambridge 2001, ISBN 0-521-80357-8.
- als Herausgeber: The Cambridge companion to Roman satire. Cambridge 2005, ISBN 0-521-80359-4.
- als Herausgeber: Horace: Satires and epistles. Oxford 2009, ISBN 978-0-19-920353-6.